# Hendes Fortid (film fra 1916)
 Ikke at forveksle med Hendes Fortid (film fra 1921).
Hendes Fortid er en stumfilm fra 1916 instrueret af A.W. Sandberg efter manuskript af Harriet Bloch.